# Глушков, Пётр Аркадьевич
Пётр Аркадьевич Глушков (1880—1937) — доктор медицины, профессор, первый заведующий кафедрой одонтологии медицинского факультета Казанского университета.

## Биография
Родился в пос. Мелекес Самарской губернии в семье земского врача Аркадия Андреевича Глушкова.
Среднее образование получил во 2-й Казанской гимназии, высшее — на медицинском факультете Казанского университета, который окончил в 1904 г. со степенью лекаря с отличием. По окончании курса был оставлен на кафедре нормальной анатомии профессорским стипендиатом. В 1905 г. во время войны с Японией был призван на военную службу, служил в г. Казани и нес вместе с тем обязанности сверхштатного помощника прозектора в анатомическом институте. По окончании 3-летнего стажа в анатомическом институте остался на военно-медицинской службе. Прослужив год ординатором Уральской войсковой больницы, перешел на работу в качестве ординатора хирургического отделения Казанского военного госпиталя.
С 1908 г. Петр Аркадьевич заинтересовался стоматологией, как новой отраслью медицины, не имевшей тогда самостоятельной базы. Изучил практически дентиатрию под руководством д-ра Домбровского в г. Казани. В 1911 г. прослушал курс консервативного зубоврачевания у приват-доцента Звержховского в Петербурге, а также курс рентгенологии у д-ра Неменова. В 1912 г. читал курс лекций консервативного зубоврачевания во 2-й зубоврачебной школе г. Казани.
Работая в хирургическом отделении госпиталя, занимался научной работой под руководством приват-доцента И. А. Праксина и профессора А. В. Вишневского.
После начала Первой мировой войны в октябре 1914 г. отправился в действующую армию, где работал хирургом до сентября 1917 г. Находясь на Юго-Западном фронте, был командирован в челюстное отделение Киевского военного госпиталя на три месяца для изучение челюстных ранений. Завершил военную службу в звании капитана.
В апреле 1918 г. Глушков П. А. защитил диссертацию на тему «Кожная иннервация тыла стопы», после чего советом медицинского факультета Казанского университета был утверждён в степени доктора медицины.
С декабря 1918 г. Петр Аркадьевич преподает по кафедре хирургии болезней челюстей и полости рта медицинского факультета Казанского университета, а с осени 1919 г. читает курс патологии и терапии зубных болезней с клиникой консервативного зубоврачевания.
Одновременно он выполняет большую работу по организации одонтологического отделения.
В октябре 1920 г. Глушков П. А. избирается по конкурсу профессором кафедры одонтологии. Уже к 1922 г., благодаря его усилиям, кафедра была хорошо оборудована и имела амбулаторное отделение, рентгеновский кабинет, зубопротезную лабораторию, необходимые кадры. Клинической базой для кафедры оставалась факультетская хирургическая клиника.
В октябре 1922 г. Петр Аркадьевич делегируется в Москву на совещание ответственных
преподавателей и руководителей кафедр одонтологии. В ноябре 1923 г. он участвует и неоднократно выступает на 1-м Всероссийском одонтологическом съезде в г. Москве.
В 1928 г. после переименования Казанской одонтологической клиники в стоматологическую клинику её директором остается П. А. Глушков.
В 1930 г. переехал в Ленинград, где под руководством академика А. Д. Сперанского продолжал свою научную деятельность в Институте экспериментальной медицины.
Умер 5 марта 1937 г., похоронен на Богословском кладбище в Санкт-Петербурге.

## Публикации
П. А. Глушков автор более 20 научных работ. Среди его трудов:
- «К вопросу о лечении рубцовых анкилозов нижней челюсти» — (КМЖ, 1923, № 6);
- «Из клиники задержки прорезывания зубов в детском возрасте» — (КМЖ, 1924, № 5);
- «Метод пластической резекции нижней челюсти» — («Вестник хирургии», 1927, № 10);
- «К оперативному лечению аномалий прикуса (открытого прикуса)» — («Новый хирургический архив», 1930, № 4);
- «К вопросу о нейротрофической природе альвеолярной пиореи» — («Нервная трофика», 1937. № 2. с. 49-56);

А также фундаментальное исследование «О некоторых отдельных моментах патологии и клиники одонтогенных остеомиелитов» — («Одонтология и стоматология», 1930, № 1 (впоследствии — журнал «Советская стоматология», «Стоматология»)).

## Семья
Отец — Глушков Аркадий Андреевич, врач, также выпускник Казанского университета.
Мать — Глушкова Екатерина Ивановна.
В семье родителей помимо Петра Аркадьевича было ещё пятеро детей: Николай, Виктор, Вера, София и Елизавета. Одна из сестер — София Аркадьевна была замужем за Годлевским Александром Леонардовичем, сыном генерал-лейтенанта Годлевского Леонарда Каэтановича (1832 — ?).
Сам Петр Аркадьевич был женат на Марии Федоровне Суворовой — дочери профессора математики Казанского университета Федора Матвеевича Суворова (1845—1911).
Дети: Екатерина, Мария.
Семья Глушковых всю жизнь была дружна с семьей Александра Николаевича Боратынского, внука поэта Е. А. Боратынского, юриста, члена Государственной Думы, предводителя дворянства Казанской губернии, расстрелянного по приказу председателя Казанской ЧК в сентябре 1918 г.
Занятый врачебной и научной работой Петр Аркадьевич был далек от общественно-политической жизни России, однако всегда заявлял о глубоком уважении к своему тезке Петру Аркадьевичу Столыпину и поддерживал его реформаторскую деятельность.